# Švihanka
Švihanka (Švihanská, Švihovka) je zaniklá usedlost v Praze 2-Vinohradech, která se nacházela v centrální části Riegrových sadů.

## Historie
Již roku 1454 se poblíž Švihanky rozkládala vinice o rozloze 8 strychů majitele Fridricha od Jednorožce. Doložená vinice na místě usedlosti je k roku 1452, kdy ji držel Jeroným Šrol. Nejpozději roku 1785 zde stála usedlost pod názvy Švihovka, Švihanka či Švihanská, roku 1843 se v místě uvádí dům se zahradou.
Švihanku stojící mezi Kuchynkou a Vozovou krátký čas vlastnil hrabě Canal, který ji začlenil do své zahrady. Následující majitel Kanálky Moritz Zdekauer ji roku 1834 prodal pražskému měšťanu Lorenci Hankovi. Roku 1903 koupila usedlost vinohradská obec a na jejích pozemcích založila park Riegrovy sady.

### Šretrova restaurace

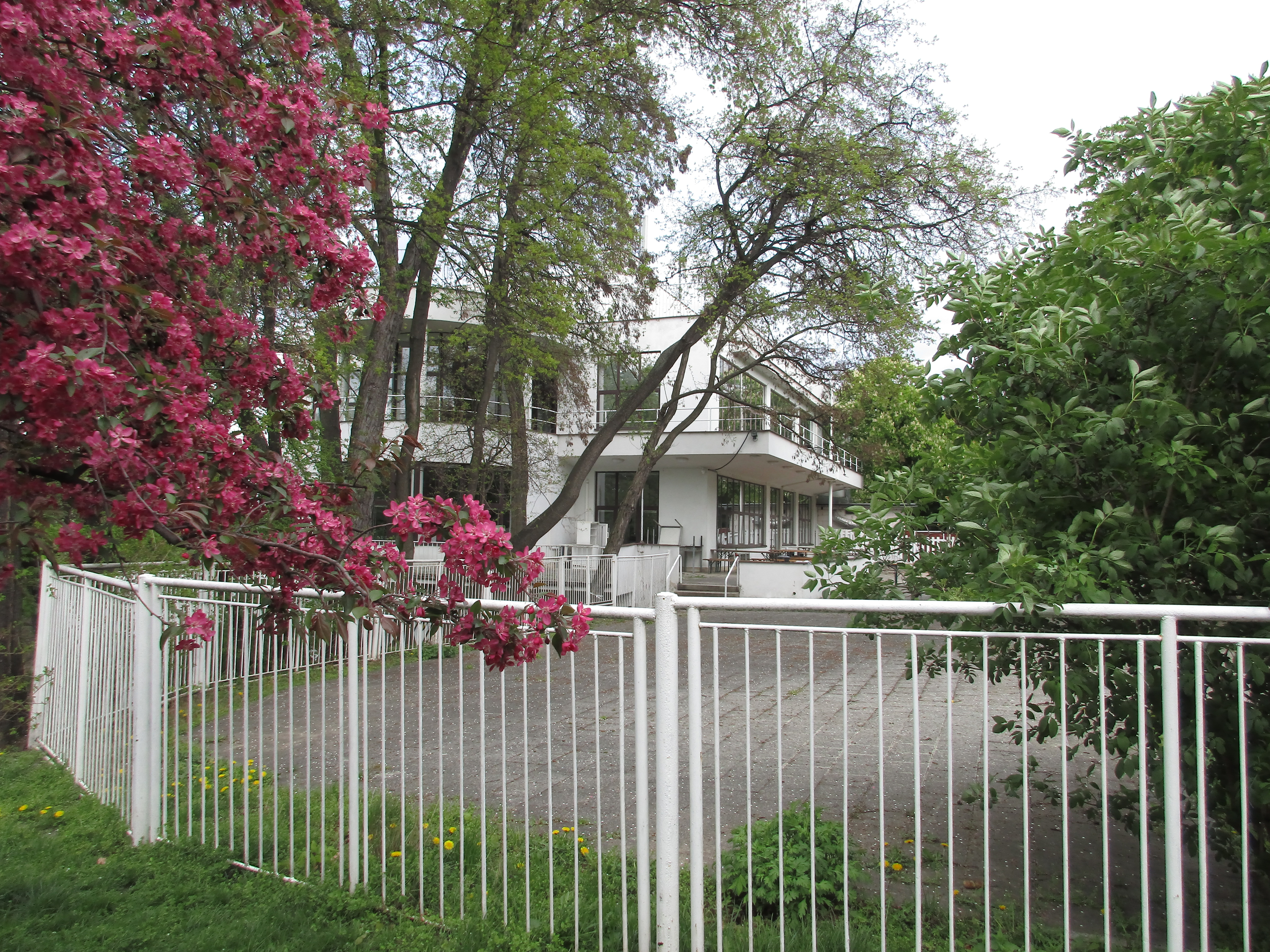
Šretrova restaurace

V usedlosti býval Šťastného hostinec. V letech 1931–1933 jej moderně přestavěl architekt František Marek (finální podoba pochází z roku 1937) a podle nájemce se mu říkalo Šretrova restaurace. Konstruktivistická stavba měla několik menších sálů a v prvním patře sál velký. Nacházely se zde spolkové místnosti, salonky, svatební sál, taneční sály a pivnice. Celoročně otevřená velká terasa původně nabízela 1200 míst k sezení. Další vyhlídková terasa bývala na střeše restaurace a u hlavní části letní zahrady pak hudební pavilon a velký taneční parket.
Objekt prošel roku 1965 rekonstrukcí, kdy byla mimo jiné vyměněna původní okna. Další rekonstrukce proběhla v roce 1993.